# Aibutihun
Aibutihun ist eine osttimoresische Aldeia im Suco Hautoho (Verwaltungsamt Remexio, Gemeinde Aileu). 2015 lebten in der Aldeia 149 Menschen.

## Geographie
Die Aldeia Aibutihun bildet den Westen des Sucos Hautoho. Östlich befindet sich die Aldeia Lebutu. Im Norden grenzt Aibutihun an den Suco Fadabloco, im Westen an den Suco Maumeta und im Süden an das Verwaltungsamt Lequidoe mit seinen Sucos Fahisoi und Acubilitoho. Die Grenze zu Acubilitoho bildet der Fluss Coioial. In ihn mündet der Tatamailiu, der Grenzfluss zu Fahisoi, und weitere Zuflüsse aus dem Norden. Die Flüsse gehören zum System des Nördlichen Laclós.
An der Straße, die den Norden der Aldeia durchquert, befindet sich der Weiler Aibutihun. Von ihm führt ein kleiner Weg in das Zentrum der Aldeia, wo ein weiterer Weiler liegt. Daneben gibt es nur noch vereinzelte Häuser in der Aldeia.

## Politik
Bei den Kommunalwahlen in Osttimor 2009 wurde Vasco Amaral zum Chefe de Aldeia gewählt. Die nächsten Wahlen fanden 2016 und 2023 statt.